# Koo (red social)
Koo fue un servicio de red social con sede en Bangalore, India. En mayo de 2021, fue valorizado en más de $100 millones. El sitio de microblogging fue cofundado por los empresarios Aprameya Radhakrishna y Mayank Bidawatka. Radhakrishna también fundó el servicio de reserva de taxis en línea TaxiForSure que luego se vendió a Ola Cabs. La aplicación fue lanzada a principios de 2020, y tuvo una participación victoriosa en el Atmanirbhar App Innovation Challenge del gobierno.
Antes de Koo, su holding matriz, Bombinate Technologies Pvt Ltd, lanzó Vokal, una aplicación de preguntas y respuestas compatible con los idiomas autóctonos de la India. 
Según los datos de Crunchbase, la compañía recaudó fondos de la Serie A en 2018 de un grupo de inversores que incluye a Blume Ventures, Kalaari Capital y Accel Partners India. También se han unido a la lista 3one4 Capital y el ex director financiero (CFO) de Infosys TV Mohandas Pai.
Koo cesó sus operaciones el 3 de julio de 2024.

## Historia

### Crecimiento inicial
Las estadísticas proporcionadas por el proveedor de análisis Sensor Tower sobre las instalaciones realizadas en las tiendas de aplicaciones indias en 2020 revelan que, Koo obtuvo 26 lakhs (2,6 millones) de instalaciones en comparación con las 2,8 crores (28 millones) calculadas de Twitter. 
Entre el 6 y el 11 de febrero, las instalaciones de Koo aumentaron rápidamente. La popularidad de la aplicación se disparó luego de un enfrentamiento que tuvo lugar por una semana entre Twitter y el Gobierno de la India, en el que éste le exigió a la plataforma el bloqueo de todas las cuentas de los muchos activistas, periodistas y políticos, que hacían críticas referentes al partido gobernante durante la protesta de los agricultores indios de 2020-2021. acusándolos de difundir desinformación. Sin embargo, a pesar de que la plataforma cumplió con la mayoría de las órdenes, denegó algunas citando la libertad de expresión  Después de eso, muchos ministros del gabinete, como Piyush Goyal y varios funcionarios del gobierno, migraron a la red social Koo y le pidieron a sus apoyadores que los siguieran, lo cual generó un aumento en la base de usuarios de Koo. En abril de 2021, Ravi Shankar Prasad se convirtió en el primer ministro con 25 lakhs de seguidores en Koo.
En Nigeria, ha sido prohibido indefinidamente el uso de Twitter por borrar un tuit del presidente nigeriano Muhammadu Buhari . El tuit amenazaba con tomar medidas drásticas contra los separatistas regionales. Twitter afirmó que la publicación violaba las reglas de Twitter pero no dio más detalles. Twitter fue prohibido oficialmente en el país el día 5 de junio de 2021, a partir de allí el gobierno de Nigeria creó su cuenta oficial de Koo cinco días después, el 10 de junio.

### Financiación
Desde mayo de 2021, la lista de inversores de la red social Koo incluyen Accel Partners, Kalaari Capital, Blume Ventures, Dream Incubator, 3one4 Capital, Blume Ventures, IIFL y Mirae Asset. El 26 de mayo de 2021, Koo recaudó $30 millones de dólares en fondos de la Serie B, encabezados por Tiger Global. Por lo que la valorización de Koo aumentó a más de $100 millones de dólares frente a los $25 millones de dólares obtenidos en febrero. Shunwei Capital vendió toda su participación en Koo en marzo de 2021.

### Incidentes de seguridad
En febrero de 2021, la empresa recibió un señalamiento de violación de datos en la aplicación hecha por un experto en ciberseguridad pero la empresa rechazó el reclamo.
En una segunda ocasión, la cuenta del influencer brasileño Felipe Neto fue hackeada el 19 de noviembre de 2022. El propio hacker denunció supuestos "fallos de seguridad" y pidió no ser demandado, ya que la plataforma era fácilmente vulnerable a los ataques. No obstante, el influencer afirmó que demandará el hacker. Tras lo ocurrido, la aplicación se disculpó por las fallas, afirmó que los datos de sus usuarios están seguros y que están trabajando en mejorías para dicha plataforma.

### Koo en Brasil
Gracias a las crisis que envolvieron la adquisión de Twitter por parte de Elon Musk, Koo se convirtió en una red social atractiva para los brasileños. Según uno de los fundadores, Aprameya Radhakrishna, hasta el 16 e noviembre habían apenas dos mil usuarios de Brasil en Koo, posicionandose en el número 75 en la lista de países con más usuarios únicos. Tan solo en el día 18 del mes, más de un millón de brasileños se registraron en la plataforma, lo que colocó a Brasil en la segunda posición de la lista.
Koo recibió tantas inscripciones y comentarios que el sitio se volvió inestable. Figuras públicas de dicho país como Felipe Neto, Metturo, Bruno Gagliasso y Pocah crearon sus cuentas en la red social. Curiosamente, Koo, se convirtió en un meme gracioso en Brasil debido a su nombre, ya que en el país existe una expresión vulgar que suena muy similar a la palabra. Debido a esto, Koo realizó una encuesta en Twitter preguntando a los brasileños si se debería cambiar el nombre de la red social, pero los usuarios respondieron que no. De esta manera, "Koo" conquistó el Top 3 de los trending topics de Twitter en Brasil en pocos días.

## Interfaz y características

### Logo
El logo de Koo es un pollito amarillo. El diseño ha sido simplificado el 14 de mayo de 2021.

### Experiencia de usuario
La interfaz de Koo es similar a la de Twitter, pero con unay disposición de ventanas diferente. La app permite a los usuarios categorizar sus publicaciones con hashtags y etiquetar a otros usuarios en menciones o respuestas, además es posible realizar publicaciones como "notas de voz" de un minuto. Koo usa una interfaz amarilla y blanca predeterminado, para la opción de tema oscuro los colores varían a negro y gris.
"Hablar para escribir" es una herramienta que permite que los usuarios creen una publicación de texto con ayuda del asistente de voz de la aplicación.
Las cuentas verificadas en Koo poseen un sello amarillo.

### Idiomas disponibles
Koo fue lanzado originalmente en el Idioma Canarés y es compatible con hindi, inglés, tamil, telugu, asamés, marathi, bengalí y gujarati . El 20 de noviembre de 2022, la plataforma lanzó una versión en portugués para la comunidad de habla portuguesa, en particular Brasil. Además, la aplicación cuenta una sección en la que pueden ser visualizados todos los idiomas que estarán disponibles próximamente y activar la opción para la aplicación enviarte un informe en cuanto esté disponible a través de correo electrónico. Entre los más de 80 idiomas en que será disponibilizada la plataforma en breve están el español, francés, árabe, galiciano y catalán. 

## Recepción
Mientras que la red se ha vuelto viral en Brasil, la preocupación de algunos usuarios está sobre la moderación del contenido, ya que grupos aliados al gobierno indio y miembros de extrema derecha han creado sus perfiles para atacar a los musulmanes y otras minorías étnicas del país.
- En 2020: Koo ocupó el segundo lugar en el 'Desafío de innovación de aplicaciones Atmanirbhar Bharat' del Gobierno de la India en la categoría Social.[40]
- En 2021: Koo se clasificó entre los 3 mejores productos de redes sociales en la región APAC (Asia-Pacífico) según el informe Amplitude.[41]
- En 2022: El CEO de Koo, Aprameya Radhakrishnan, fue reconocido como uno de los 100 principales transformadores tecnológicos globales[42]